# Syrropeltis xylopiae
Syrropeltis xylopiae är en svampart som beskrevs av Bat., J.L. Bezerra & Matta 1964. Syrropeltis xylopiae ingår i släktet Syrropeltis, ordningen Dothideales, klassen Dothideomycetes, divisionen sporsäcksvampar och riket svampar.   Inga underarter finns listade i Catalogue of Life.